# Álvaro de Carvalho
Álvaro de Carvalho là một đô thị ở bang São Paulo, Brasil. Đô thị này có dân số (năm 2007) là 4610 người, diện tích là 152,623 km², mật độ dân số 31,6 người/km². Đô thị này nằm ở độ cao 627 m, cách thủ phủ bang São Paulo 433 km. Theo điều tra năm 2000, Álvaro de Carvalho này có:
- Tổng dân số 4109 người, trong đó, dân số thành thị: 2437, nông thôn: 1672 người.
- Nam giới: 2463, nữ giới: 1646 người.
- Mật độ dân số 26,93 người/km².
- Tuổi thọ: 69,87 năm.
- Tỷ lệ trẻ dưới 1 tuổi tử vong (trên 1 triệu): 18,51
- Tỷ lệ biết đọc biết viết: 84,93% dân số.
- Chỉ số phát triển con người: 0,730
- Tỷ lệ sinh (trẻ/bà mẹ): 2,74

Đô thị này giáp các đô thị: 